# Artoria berenice
Artoria berenice es una especie de araña araneomorfa del género Artoria, familia Lycosidae. Fue descrita científicamente por L. Koch en 1877.
Habita en Australia (Queensland a Tasmania), Nueva Caledonia y Vanuatu.